# X-Panhatoro

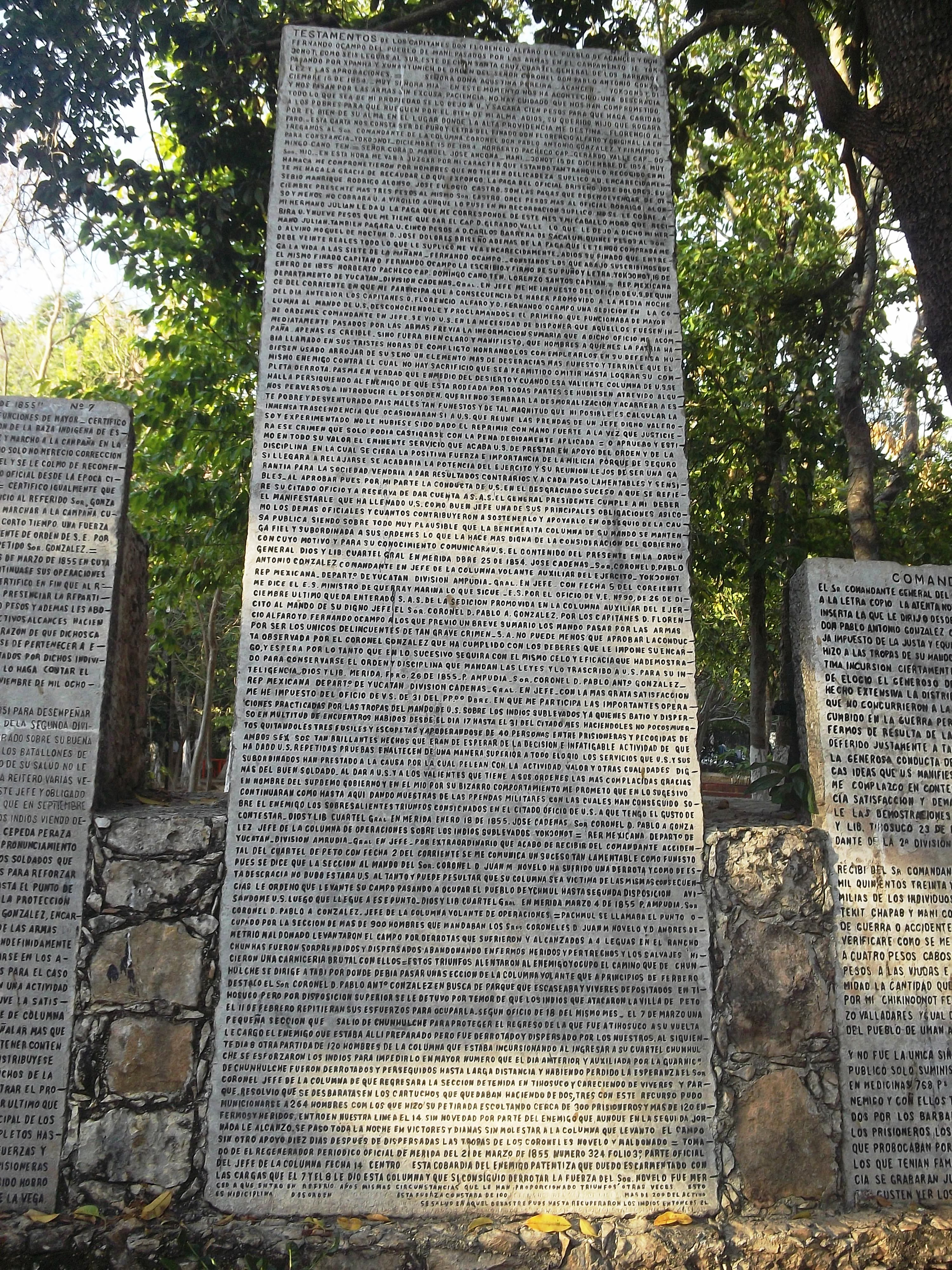
Piedra grabada que narra un episodio de la Guerra de Castas ocurrido en X-Panhatoro (XPANHA).

X-Panhatoro' es una localidad en el municipio de Tizimín, estado de Yucatán, en México.

## Toponimia
El nombre (X-Panhatoro) proviene del idioma maya.

## Hechos históricos
- En 1970 cambia su nombre de Xpanhatoro a Panha Toro.
- En 1980 cmabia a Xpanhatoro
- En 1995 cambia a X-Panhatoro.

## Demografía
Según el censo de 2010 realizado por el INEGI, la población de la localidad era de 264 habitantes.